# Danbury (Connecticut)
Danbury é uma cidade localizada no estado americano de Connecticut, no Condado de Fairfield.

## Demografia
Segundo o censo americano de 2000, a sua população era de 74.848 habitantes. Em 2006, foi estimada uma população de 79.285, um aumento de 4437 (5.9%).

## Geografia
De acordo com o Departamento do Censo dos Estados Unidos tem uma área de 114,8 km², dos quais 109,1 km² cobertos por terra e 5,7 km² cobertos por água. Danbury localiza-se a aproximadamente 144 m acima do nível do mar.

## Localidades na vizinhança
O diagrama seguinte representa as localidades num raio de 16 km ao redor de Danbury.